# Paolo Cercato
Paolo Cercato (L'Aquila, 1930 – Roma, 2005) è stato un architetto italiano.

## Biografia
Paolo Cercato, veneto d'origine, studia prima a Milano e poi a Roma, dove si stabilisce negli anni cinquanta.
Venezia e Roma sono le città chiave in cui si polarizza la sua formazione, suscitando continui stimoli nel futuro architetto.
Sotto l'influsso dello zio pittore Antonio Achilli, sviluppa una particolare sensibilità ai materiali oltre che alle atmosfere, agli effetti plastici integrati, al gusto del dettaglio e del colore.
Nel 1955, dopo la laurea, si dedica principalmente all'attività professionale, pur rimanendo legato all'ambito universitario.
L'esperienza svolta durante il periodo accademico nello studio Paniconi-Pediconi lo conduce a sperimentare nei problemi concreti la necessità di «decidere subito, tracciare in luogo uno schizzo indicativo, intendersi con le maestranze, essere architetto».
Accetta la proposta di collaborazione di Ludovico Quaroni, lavorando poi fino al 1970 nello studio Passarelli e partecipando ai progetti e ai concorsi di maggior rilievo, come l'edificio polifunzionale in via Romagna a Roma.
Mantiene con loro anche in seguito stretti legami umani e professionali, come testimoniano i successivi progetti per le sistemazioni esterne del complesso di Tor Bella Monaca e dell'intervento IACP a Vigne Nuove.
L'architetto, allontanatosi da posizioni di scuole e correnti che considera «preconcette, generiche e aulicamente accademiche», continua a coltivare i contatti con il mondo architettonico anche attraverso i numerosi interventi sulle riviste di settore.
Dagli anni settanta svolge prevalentemente lavori quale progettista e consulente di società ed enti, sviluppando temi tipologici di carattere pubblico o comunitario: dall'intervento di restauro e ristrutturazione della "Cavallerizza" trecentesca di Teano agli spazi pedonali-commerciali e direzionali annessi al parcheggio di villa Borghese a Roma, dalla sede della Banca d'Italia d'Isernia alle mostre allestite nel Palazzo delle Esposizioni a Roma, fino alla lunga serie di interventi per l'aeroporto "Leonardo da Vinci", la stazione ferroviaria e le numerose sistemazioni esterne e interne.
Cercato affronta questi temi con una meticolosa e accorta metodologia progettuale fortemente "umanizzata" dalla passione personale per la professione.

## Opere
Progetti principali
- 1958 Concorso, progetto vincitore, Padiglione Italia per la Biennale d'Arte di Venezia (con L. Passarelli - capogruppo -, S. Alessandri, H. Selem, G. Volpato).
- 1961-1964 Realizzazione di un edificio polifunzionale in via Romagna, Roma (con Studio Passarelli).
- 1967-1979 Complesso parrocchiale S. Giuseppe Cottolengo, Roma (con F. Ceschi, M. Costantini, E.Tonca).
- 1968 Progetto di una villa a Furore (SA). 1971-1984 Interventi nelle aree commerciali e negli spazi esterni del parcheggio di Villa Borghese, Roma.
- 1972-1977 Complesso Iacp Vigne Nuove a Roma (con L. Passarelli - capogruppo -, E. Censon, E. Labianca, A. Lambertucci, V. Moretti, F. Passarelli, V. Passarelli, C. Saratti).
- 1973-1976 Complesso per esperienze marittime della Società Estramed a Pomezia (RM), con E. Labianca, G. Terrenato.
- 1975-1976 Allestimenti della mostre Tesori d'arte sacra di Roma e del Lazio e Civiltà del Lazio primitive al Palazzo delle Esposizioni, Roma.
- 1978 Progetto di ristrutturazione dell'ex Istituto Massimo a piazza dei Cinquecento, Roma.
- 1979-1993 Restauro, ristrutturazione e allestimento museale del complesso monumentale "Loggione e Cavallerizza" del Museo archeologico di Teano (CE).
- 1980 Sistemazione degli spazi esterni nel complesso di Tor Bella Monaca, Roma.
- 1980-1982 Museo dell'Auto presso il Centro prove e ricerche della motorizzazione civile, Roma.
- 1981-1984 Centro servizi della Società italiana condotte d'acqua, attuale sede della Nissan Italia a Capena (RM).
- 1982 Stazione della ferrovia, Aeroporto "Leonardo da Vinci", Fiumicino (RM).
- 1983 Allestimento della mostra Indios del Brasile nella curia del Senato al Foro romano, Roma.
- 1985-1990 Ristrutturazione di un edificio destinato a filiale della Banca d'ltalia, Isernia.
- 1986 Sala vip Le navi della Società aeroporti di Roma e Centro commerciale La piazzetta, voli internazionali molo ovest, Aeroporto "Leonardo da Vinci", Fiumicino, (con E. Tonca ed altri).
- 1987 Sala vip "Leonardo da Vinci" della società Alitalia, voli internazionali molo est, Aeroporto "Leonardo da Vinci", Fiumicino (RM), (con gruppo di progettazione di via Nomentana).
- 1988-1992 Edificio principale della Scuola di formazione del personale dell'Amministrazione penitenziaria in via di Brava, Roma. 1989-1992 Complesso interrato con parcheggio e centro commerciale a Marino (RM), per la Società italiana condotte d'acqua.
- 1990-1991 Interventi nel nuovo molo dell'Aerostazione voli nazionali, nell'ambito del piano di riqualificazione e ampliamento dell'Aeroporto "Leonardo da Vinci", Fiumicino (RM), sala Club Freccia alata (con gruppo progettazione di via Caroncini d'ora in poi integrato con R. Terrinoni); sala Club Ulisse dell'Alitalia al livello inferiore (in collaborazione); componenti tipologiche di architettura degli interni e di arredo (con R. Adolini e gruppo progettazione di via Caroncini); nuclei commerciali polifunzionali ai due livelli di imbarco e sbarco, centro congressi e ristorante all'ultimo livello (con gruppo progettazione di via Caroncini).

## Archivio
Il fondo Paolo Cercato è conservato presso l'Ordine degli architetti, pianificatori paesaggisti e conservatori di Roma e provincia, Casa dell'Architettura.